# Firebird (database)
Firebird is een SQL-relationele-databaseserver, die beschikbaar is voor zowel Linux, Windows als een variëteit aan Unix-smaken. Het is ontstaan uit de databaseserver InterBase waarvan de broncode door Borland in 2000 onder een opensourcelicentie werd vrijgegeven. De code is sinds Firebird versie 1.5 echter voor een groot gedeelte herschreven.
Er worden meerdere versies van Firebird onderhouden. Versie 2.5.x zag in oktober 2010 het licht en wordt in principe 2 keer per jaar voorzien van een update. Versie 3.0 kwam uit op 19 april 2016.
De oudere 2.1.x-branch en 2.0.x-branch zijn nog wel beschikbaar, maar worden inmiddels niet meer onderhouden.